# 礼山郡

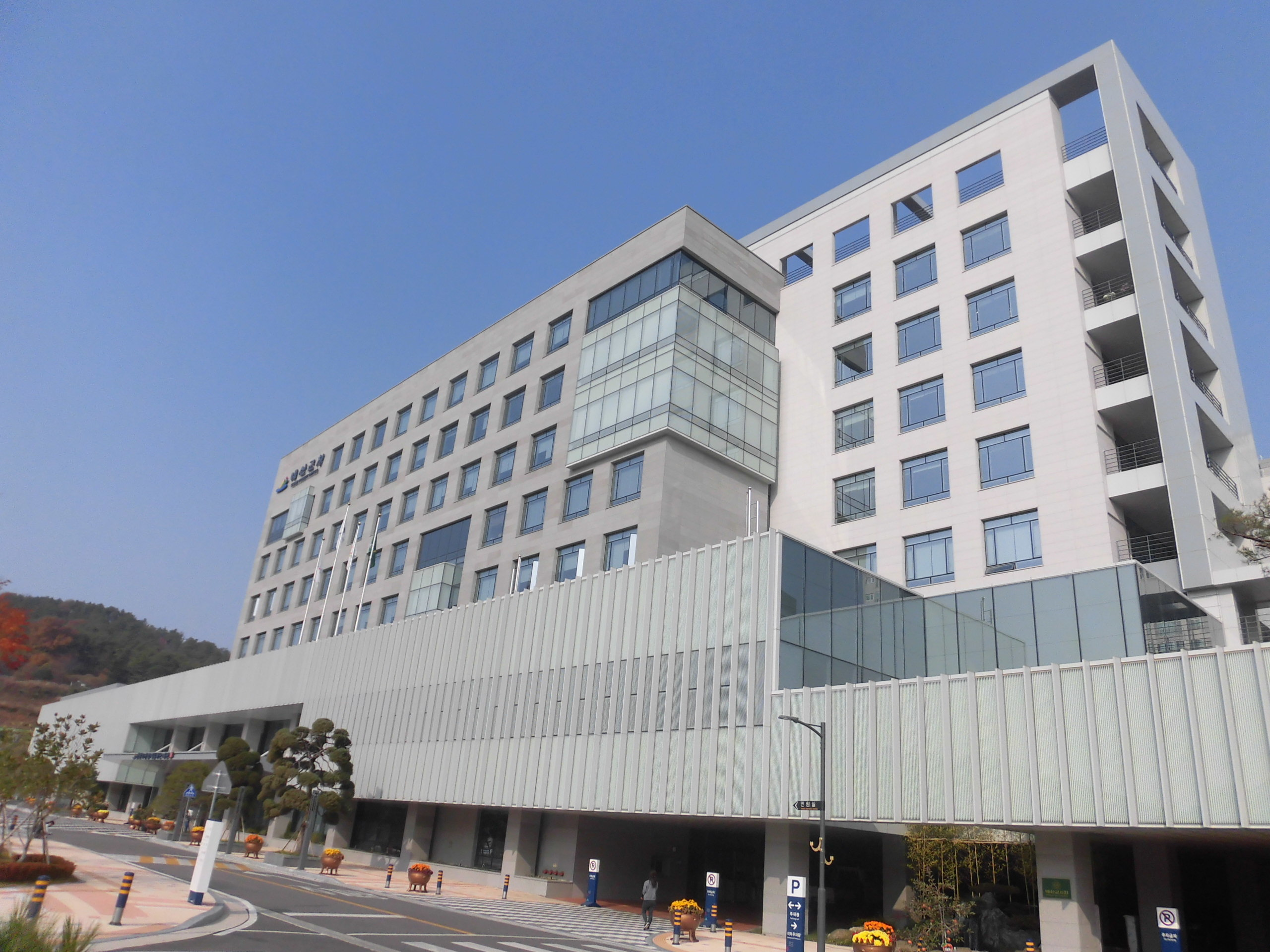
礼山郡庁

礼山郡（イェサンぐん、れいざんぐん）は、大韓民国忠清南道の北東にある郡。郡内を長項線が通る。

## 地理
- 山：徳崇山
- 河川：
- 湖沼：

### 隣接している自治体
- 牙山市、公州市、瑞山市、青陽郡、洪城郡、唐津市

## 歴史
- 三国史記によれば、百済の烏山・任存城があった。景徳王は孤山・任城に改め、高麗時代に礼山・大興となった。徳山は百済の馬尸山・今勿で、景徳王が伊山・今武とし、高麗時代の徳豊・伊山から李朝時代に徳山となった。
- 1914年4月1日 - 郡面併合により、大興郡・徳山郡が礼山郡に編入。礼山郡に以下の面が成立。[2]（12面）
  - 大述面・任城面・吾可面・新岩面・徳山面・挿橋面・古徳面・鳳山面・大興面・光時面・新陽面・峰山面

| 朝鮮総督府令第111号                          |            |
| 旧行政区域                                   | 新行政区域 |
| 礼山郡郡内面、今坪面                         | 任城面     |
| 礼山郡大支東面、述谷面                       | 大述面     |
| 礼山郡五元里面、于可山面、巨九火面           | 吾可面     |
| 礼山郡豆村面、立岩面、新宗面                 | 新岩面     |
| 大興郡邑内面、近東面                         | 大興面     |
| 大興郡居辺面、遠東面                         | 新陽面     |
| 大興郡一南面、二南面                         | 光時面     |
| 大興郡内北面、外北面                         | 峰山面     |
| 徳山郡県内面、羅朴所面                       | 徳山面     |
| 徳山郡古県内面の一部、内也面、外也面         | 鳳山面     |
| 徳山郡古県内面の一部、居等面、高山面、道用面 | 古徳面     |
| 徳山郡大徳山面、大鳥旨面、場村面             | 挿橋面     |
| 朝鮮総督府令第111号 |            |                                                        |
| 旧行政区画 | 新行政区画 | 新行政区画                                             |
| 礼山郡郡内面상마동/외암리、발연리/원동、암하리/검곡리、탑동/칠곡리/연지동/광안리/오천리/양대리、석양리、주교리/하마동、복천리/소벌리/산직리                                                                                      | 任城面     | 대회리、발연리、산성리、예산리、석양리、주교리、향천리 |
| 礼山郡今坪面당후리/구정리/박달리/(신창군 남상면)사대리 일부/가적리 일부/대소정리 일부/효자동 일부、관정동/둑적리、낙포리/(신창군 상남면)봉임리 일부、수철리、용곡리/득운리、창촌/내소리/외소리                                   | 任城面     | 간양리、관작리、궁평리、수철리、신례원리、창소리       |
| 礼山郡述谷面비곤리/외돈리、우명리/당리(唐里)/외이리/내술리/외술리/화대리、상삼리/하삼리/신삼리/무성리/수조리 일부/(공주군 신상면)산북리、요동/죽곡리/신리、堂里/산직리/전불리、독리/입석리/웅동                                  | 大述面     | 농리、이티리、마전리、산정리、시산리、화천리           |
| 礼山郡大支東面신리/마산리/다촌/삼거리/부경동、고동/음산리/양산리/단지동、내항리/외항리/석평리/대곡리/(술곡면)괴리、백사동/탄동/화정리/석적리、저평리/비동/국화동/위수동/중봉리/웅동、묵지리/고물리/도봉리                        | 大述面     | 궐곡리、방산리、상항리、송석리、장복리、화산리         |
| 礼山郡豆村面계촌리/상곡리、두곡리/호동、종경리 | 新岩面     | 계촌리、두곡리、종경리                                 |
| 礼山郡新宗面택동/신종리 일부、상신리/하신리 일부/신종리 일부、하평리 | 新岩面     | 신택리、신종리、하평리                                 |
| 礼山郡立岩面상별리/하별리/상야리/상리/신리/(덕산군 장촌면)별리 일부、송림리/영산리/(면천군 합북면)영하리、궁룡리/소사리/지동/상룡리/중룡리/소지리、점촌리/중야리/산촌리、중촌리/예평리/(면천군 합북면)금상리/(덕산군 도용면)포리 | 新岩面     | 별리、예림리、용궁리、조곡리、중예리                   |
| 礼山郡五元里面기사리/산직리/오지리、신탄리/중리、신촌리/상원리/하원리、역촌리/탑동、화천리/신탄리/아지리/녹야리/상촌리、외천리/내천리/원형리/전죽리                                                                              | 新岩面     | 오산리、탄중리                                         |
| 礼山郡五元里面기사리/산직리/오지리、신탄리/중리、신촌리/상원리/하원리、역촌리/탑동、화천리/신탄리/아지리/녹야리/상촌리、외천리/내천리/원형리/전죽리                                                                              | 五可面     | 신원리、역탑리、오촌리、원천리                         |
| 礼山郡于可山面신대리/신벌리/백석리、신상리/신촌리/신복리/지장리、상벌리/하벌리、죽곡리/월산리/석우리、신효리/갈림리 | 五可面     | 신석리、신장리、원평리、월곡리、효림리                 |
| 礼山郡巨九火面내동/굴량리 일부、농소리/광진리、막동/굴량리 일부/(덕산군 장촌면)별리 일부、방하리/좌천리/(덕산군 장촌면)방리 일부                                                                                                 | 五可面     | 내량리、분천리、양막리、좌방리                         |

- 1917年10月1日（12面）[3]
  - 任城面が礼山面に改称。
  - 峰山面が鷹峰面に改称。
- 1940年11月1日 - 礼山面が礼山邑に昇格。[4]（1邑11面）
- 1973年7月1日 - 挿橋面が挿橋邑に昇格。[5]（2邑10面）
- 1983年2月15日 - 吾可面の一部（考林里および佐方里・月谷里の各一部）が挿橋邑に編入。[6]（2邑10面）
- 1995年6月27日 - 郡守選、権五昌が当選。
- 1996年1月1日 - 新岩面の一部が牙山市仙掌面新徳2里に編入。（2邑10面）
- 1998年6月4日 - 郡守選、権五昌が再選。
- 2002年6月13日 - 郡守選、朴鐘淳が当選。
- 2006年
  - 2月12日 - 忠清南道道庁の予定地域が挿橋邑・洪城郡洪北面に跨る内浦新都市に決定した。忠清南道道庁移転事業は2012年に完了した。
  - 5月31日 - 郡守選、崔昇佑が当選。
- 2025年7月17日 - 豪雨により無限川が氾濫。流域一体が冠水した[7]。

## 行政

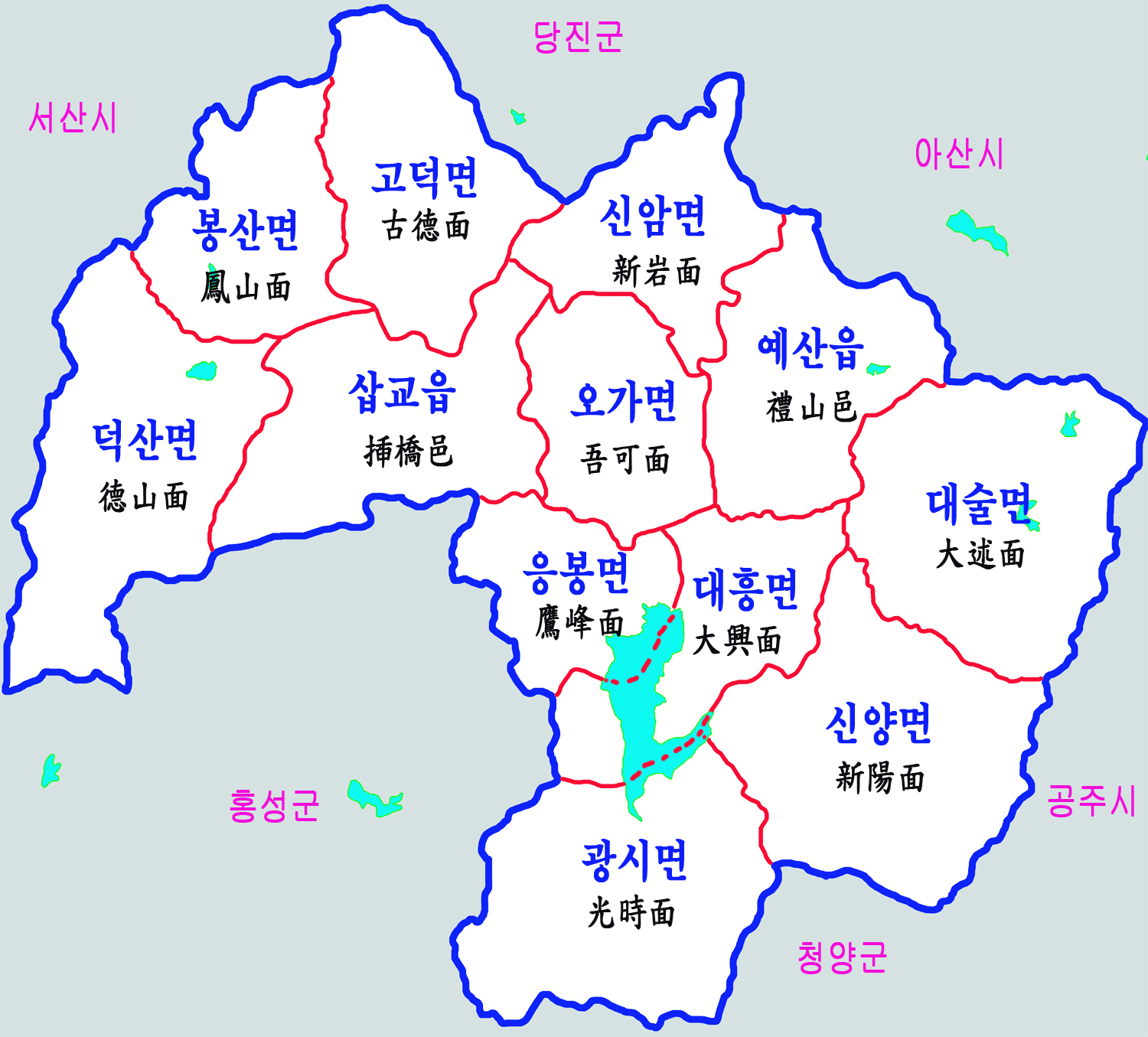
行政区域図

- 郡守：崔昇佑

### 行政区域
| 邑・面 | 法定里 |
| ------ | --- |
| 礼山邑 | 間良里、観爵里、宮坪里、大回里、勃然里、山城里、石陽里、水鉄里、新礼院里、礼山里、舟橋里、倉所里、香泉里                                                         |
| 挿橋邑 | 駕里、頭里、沐里、方阿里、挿橋里、上城里、上下里、城里、松山里、水村里、新里、新佳里、雁峙里、駅里、龍洞里、月山里、二里、倉井里、坪村里、下浦里、孝林里         |
| 大述面 | 蕨谷里、農里、麻田里、方山里、山亭里、上項里、松石里、詩山里、梨峙里、長福里、花山里、花川里                                                                     |
| 吾可面 | 内良里、汾川里、新石里、新院里、新長里、良幕里、駅塔里、五村里、元泉里、元坪里、月谷里、佐方里                                                                   |
| 新岩面 | 桂村里、豆谷里、別里、新宗里、新宅里、礼林里、五山里、龍宮里、鳥谷里、宗敬里、中礼里、灘中里、下坪里                                                             |
| 徳山面 | 広川里、楽上里、内羅里、大洞里、大峙里、屯里、卜唐里、北門里、社洞里、斜川里、上伽里、柿梁里、新坪里、玉渓里、外羅里、邑内里                                     |
| 古徳面 | 九万里、大川里、夢谷里、四里、上宮里、上夢里、上長里、石谷里、梧楸里、用里、紙谷里、好音里                                                                       |
| 鳳山面 | 古道里、九岩里、宮坪里、金峙里、唐谷里、大支里、馬橋里、鳳林里、沙石里、侍洞里、玉田里、雍安里、下坪里、花田里、孝橋里                                           |
| 大興面 | 葛申里、校村里、金谷里、芦洞里、大栗里、大也里、東西里、上中里、遜支里、松池里、薪束里、芝谷里、炭坊里、下炭坊里                                                 |
| 光時面 | 加徳里、観音里、光時里、九礼里、芦田里、大里、東山里、馬沙里、美谷里、瑞草井里、矢目里、新垈里、新興里、龍頭里、雲山里、月松里、銀寺里、長信里、長田里、下長垈里 |
| 新陽面 | 加支里、貴谷里、鹿門里、大徳里、晩士里、舞鳳里、不元里、西界陽里、時旺里、新陽里、如来味里、蓮里、竹川里、車洞里、下泉里、黄鶏里                                 |
| 鷹峰面 | 乾芝化里、鶏井里、芦花里、登村里、松石里、新里、雲谷里、笠沈里、朱令里、曽谷里、支石里、坪村里、後寺里                                                           |

### 警察
- 忠南地方警察庁（挿橋邑にある）
- 礼山警察署

### 消防
- 礼山消防署（吾可面にある）

### その他
- 礼山運転免許試験場

## 姉妹都市・提携都市

### 韓国内
- 安養市（京畿道）
  - 1996年4月26日姉妹提携協定調印

### 海外
- ノックスビル市（アメリカ合衆国 テネシー州）
  - 2003年12月4日姉妹提携協定調印

## 交通

### 鉄道路線
- 長項線
  - 新礼院駅 - 礼山駅 - 挿橋駅

## 名所・旧跡・観光スポット・祭事・催事
- 修徳寺

## 出身有名人
- チョン・ジュノ（俳優）
- 黄善洪（元サッカー選手）
- ペク・ジョンウォン(料理研究家、実業家)
- シニュ(ТWS)